# إرهاب منسوب لليهود

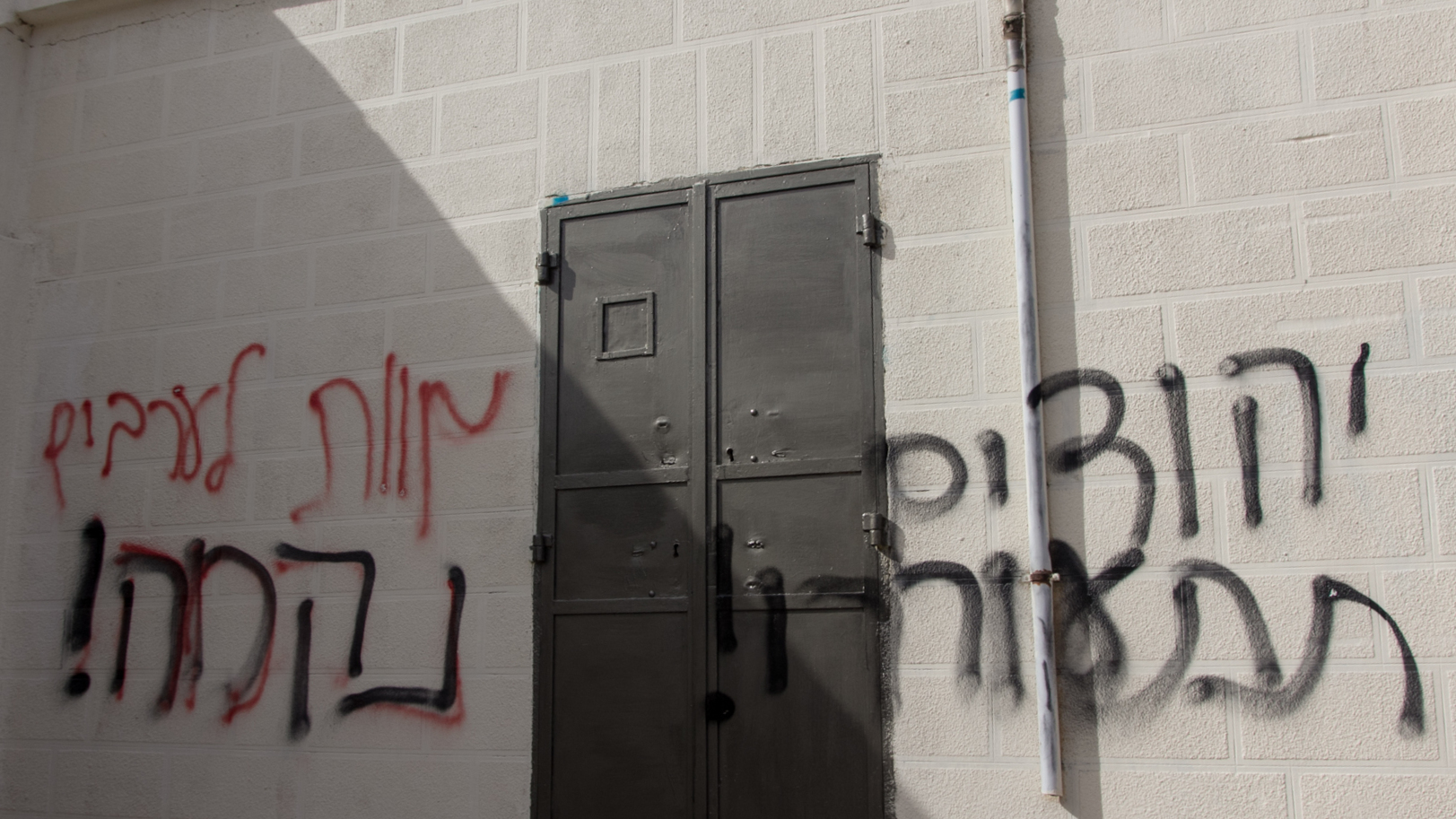

الإرهاب اليهودي إرهاب الديانة اليهودية (بالعبرية:טרור דתי יהודי) هو نوع من الإرهاب المنسوب للمتدينين اليهود، ترتكبها الاصولية اليهودية بدافع ديني بدلاً من المعتقدات العرقية أو القومية، وقد تستدل بنصوص من الكتب الدينية المقدسة كالتوراة أو تفاسير الحاخامات في التلمود لتبرير أعمالها العنيفة.

## تاريخ

### التعصب في القرن الأول
وفقًا لمارك بورغيس ( محلل أبحاث مركز معلومات الدفاع )، فإن الحركة السياسية والدينية اليهودية في القرن الأول والتي تسمى التعصب كانت واحدة من أولى الأمثلة على استخدام اليهود للإرهاب. لقد سعوا إلى تحريض شعب يهودا على التمرد على الإمبراطورية الرومانية وطردها من إسرائيل بقوة السلاح. مصطلح متعصب، في العبرية kanai، يعني الشخص المتحمس من أجل الله. كانت الجماعات المتطرفة من المتطرفين تسمى Sicariiاستخدم Sicarii تكتيكات التخفي العنيفة ضد الرومان. تحت عباءاتهم، أخفوا الصقور، أو الخناجر الصغيرة، التي حصلوا منها على أسمائهم. في التجمعات الشعبية، لا سيما أثناء الحج إلى جبل الهيكل، طعنوا أعدائهم (الرومان أو المتعاطفين مع الرومان، الهيروديين )، متفاخرين بعد الفعل للاندماج في الحشد للهروب من الكشف. في إحدى الروايات، الواردة في التلمود، دمر Sicarii الإمدادات الغذائية للمدينة حتى يضطر الناس للقتال ضد الحصار الروماني بدلاً من التفاوض على السلام. كما أغار Sicarii على مساكن اليهود وقتل زملائه اليهود الذين اعتبروهم مرتدين ومتعاونين.

## منذ عام 1948
مزيد من المعلومات: العنف السياسي الصهيوني، الإرغون وليحي ( جماعة مسلحة)
كان الإرهاب اليهودي موجودًا في إسرائيل لبضع سنوات خلال الخمسينيات وكان موجهًا إلى أهداف إسرائيلية يهودية داخلية، وليس ضد السكان العرب الإسرائيليين. ثم كانت هناك استراحة طويلة حتى الثمانينيات، عندما تم الكشف عن مترو الأنفاق اليهودي. بدأت ظاهرة هجمات دفع الثمن حوالي عام 2008. وهي جرائم كراهية ارتكبها مستوطنون متطرفون يهود إسرائيليون التي عادة ما تنطوي على تدمير الممتلكات أو الكتابة على الجدران الكراهية، ولا سيما استهداف الممتلكات المرتبطة بالعرب والمسيحيين والإسرائيليين العلمانيين والجنود الإسرائيليين. الاسم مشتق من عبارة "بطاقة الثمن" التي قد تكون مكتوبة في موقع الهجوم - مع الادعاء بأن الهجوم كان "ثمنًا" للمستوطنات التي أجبرتها الحكومة على التخلي عنها والانتقام من الهجمات الفلسطينية على المستوطنين.
اقترح الباحثان عامي بيداهزور وآري بيرليغر وجود أوجه تشابه بين الإرهابيين المتدينين اليهود وشبكات الجهاد في الديمقراطيات الغربية، من بينها: الاغتراب والعزلة عن قيم الأغلبية، والثقافة السائدة، التي يعتبرونها تهديدًا وجوديًا لمجتمعهم. وأن أيديولوجيتهم ليست "دينية" حصراً، لأنها تحاول أيضاً تحقيق أهداف سياسية وإقليمية وقومية (مثل تعطيل اتفاقيات كامب ديفيد). ومع ذلك، فإن الجماعات اليهودية الأحدث تميل إلى التأكيد على الدوافع الدينية لأفعالها على حساب العلمانيين. في حالة الإرهاب اليهودي في إسرائيل الحديثة، تتكون معظم الشبكات من الصهاينة المتدينين والأرثوذكس المتطرفين اليهود الذين يعيشون في مجتمعات معزولة ومتجانسة. ومع ذلك، على عكس شبكات الجهاد، لم ينخرط الإرهابيون اليهود في هجمات تؤدي إلى خسائر جماعية، باستثناء باروخ غولدشتاين.
واشتكى الشاباك من أن الحكومة الإسرائيلية متساهلة للغاية في التعامل مع التطرف الديني للمتطرفين اليهود الذين يريدون إنشاء أرض يهودية على أساس الشريعة اليهودية. تقول هآرتس: "الشاباك اشتكى من أن المحاكم متساهلة للغاية، خاصة في التنفيذ ضد أولئك الذين يخالفون الأوامر الزجرية بإبعادهم عن الضفة الغربية أو تقييد حركتهم. الشاباك يدعم موقف وزير الدفاع موشيه يعلون، الذي دعا إلى استخدام محدود للاعتقال الإداري ضد الإرهابيين اليهود". الوكالات الإسرائيلية التي تراقب الجماعات الإرهابية الدينية تقول إنها "أناركية" و"معادية للصهيونية"، بدافع إسقاط حكومة إسرائيل وإنشاء "مملكة "إسرائيلية جديدة تعمل وفقًا للهالاخا (القانون اليهودي). بعد أسبوع من هجمات يوليو / تموز 2015، تمت الموافقة على الاعتقال الإداري لمشتبهين يهود بالإرهاب.

### الجماعات الإرهابية اليهودية
تعتبر المجموعات التالية منظمات إرهابية دينية في إسرائيل (بالترتيب الزمني حسب سنة التأسيس):

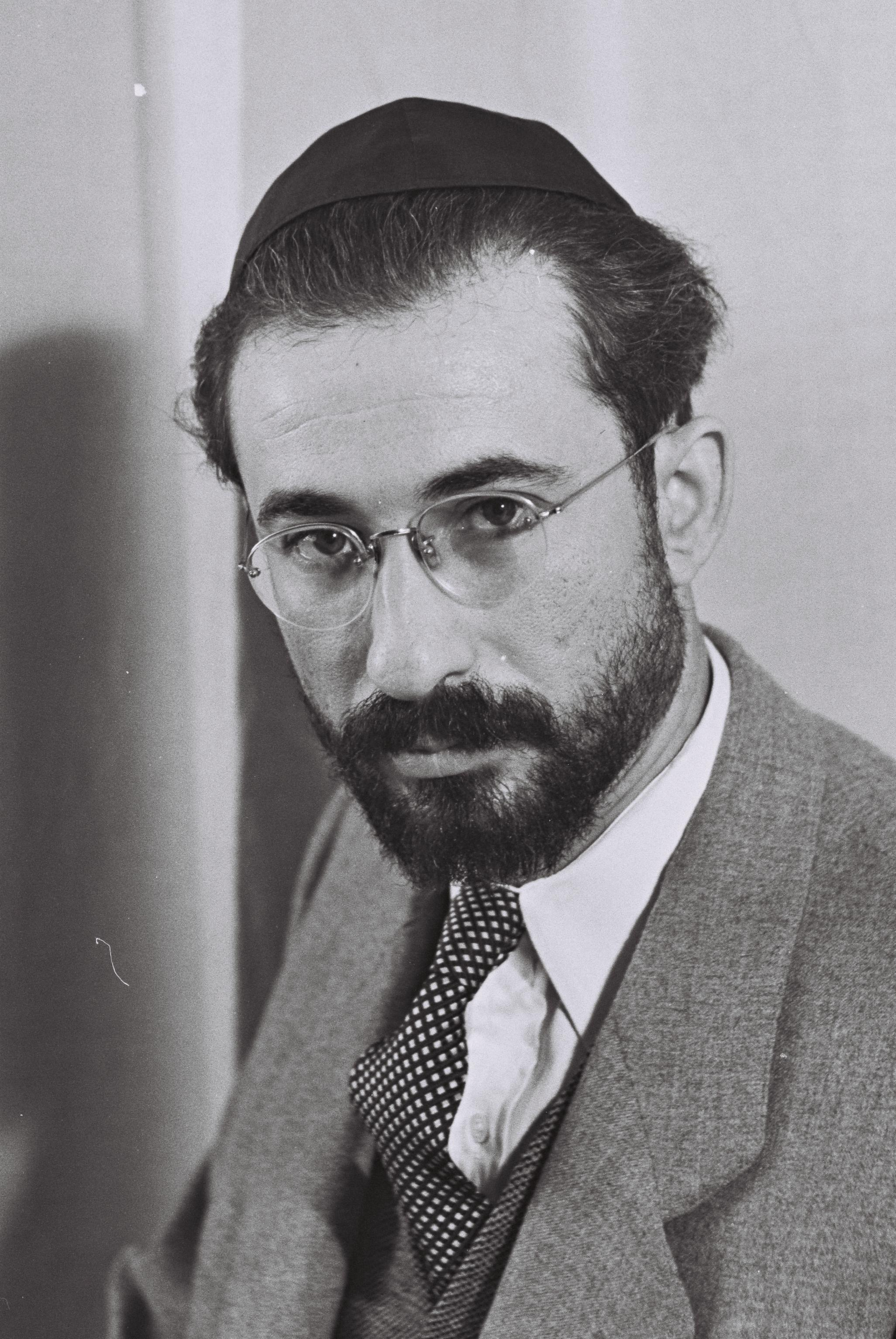
الحاخام شلومو لورينتش أحد أعضاء منظمة بريت هاكانيم العنيفة التي تهدف لتطبيق الشريعة اليهودية في إسرائيل، عند انتخابه للكنيست في 30 كانون الأول (ديسمبر) 1951.

- الحاخام شلومو لورينتش أحد أعضاء منظمة بريت هاكانيم العنيفة التي تهدف لتطبيق الشريعة اليهودية في إسرائيل، عند انتخابه للكنيست في 30 كانون الأول (ديسمبر) 1951. بريت هكانيم كانت منظمة يهودية عنيفة، عملت في إسرائيل بين عامي 1950 و 1953، في معارضة الاتجاه السائد للعلمنة في البلاد. كان الهدف النهائي للحركة هو فرض الشريعة اليهودية في دولة إسرائيل وإقامة الدولة الهلاخية.[8] نفذت المجموعة هجمات على المنشآت الدبلوماسية لاتحاد الجمهوريات الاشتراكية السوفياتية وتشيكوسلوفاكيا وأطلقت النار بين الحين والآخر على القوات الأردنية المتمركزة على طول الحدود في القدس. تم القبض على أعضاء المجموعة وهم يحاولون تفجير وزارة التربية والتعليم الإسرائيلية في مايو 1953، وقد وصفوا بأنهم يتصرفون بسبب علمنة المهاجرين اليهود من شمال إفريقيا، والتي اعتبروها `` هجومًا مباشرًا على أسلوب حياة اليهود المتدينين . تهديد وجودي للطائفة الأرثوذكسية المتطرفة في إسرائيل.
- جماعة "الثورة" الإرهابية: أعضاء حركة "الثورة" اليهودية يزعمون أن دولة إسرائيل العلمانية ليس لها الحق في الوجود. إنهم يأملون في إنشاء مملكة يهودية في إسرائيل، وأن يُقتل العرب إذا رفضوا المغادرة. ويقول الشاباك إن أيديولوجية جماعة "الثورة" بدأت في التطور في أكتوبر 2013، على يد "شباب التلال" المخضرمين، بما في ذلك حفيد الحاخام مئير كاهانا، مئير إيتنجر، الذي وضع مؤقتًا قيد الاعتقال الإداري. قبل هجوم دوما، ارتكب أعضاء الجماعة 11 هجوماً متعمداً ضد فلسطينيين أو كنائس مسيحية. تم اعتقال 23 من أعضائها بسبب هجمات دوما.[9]

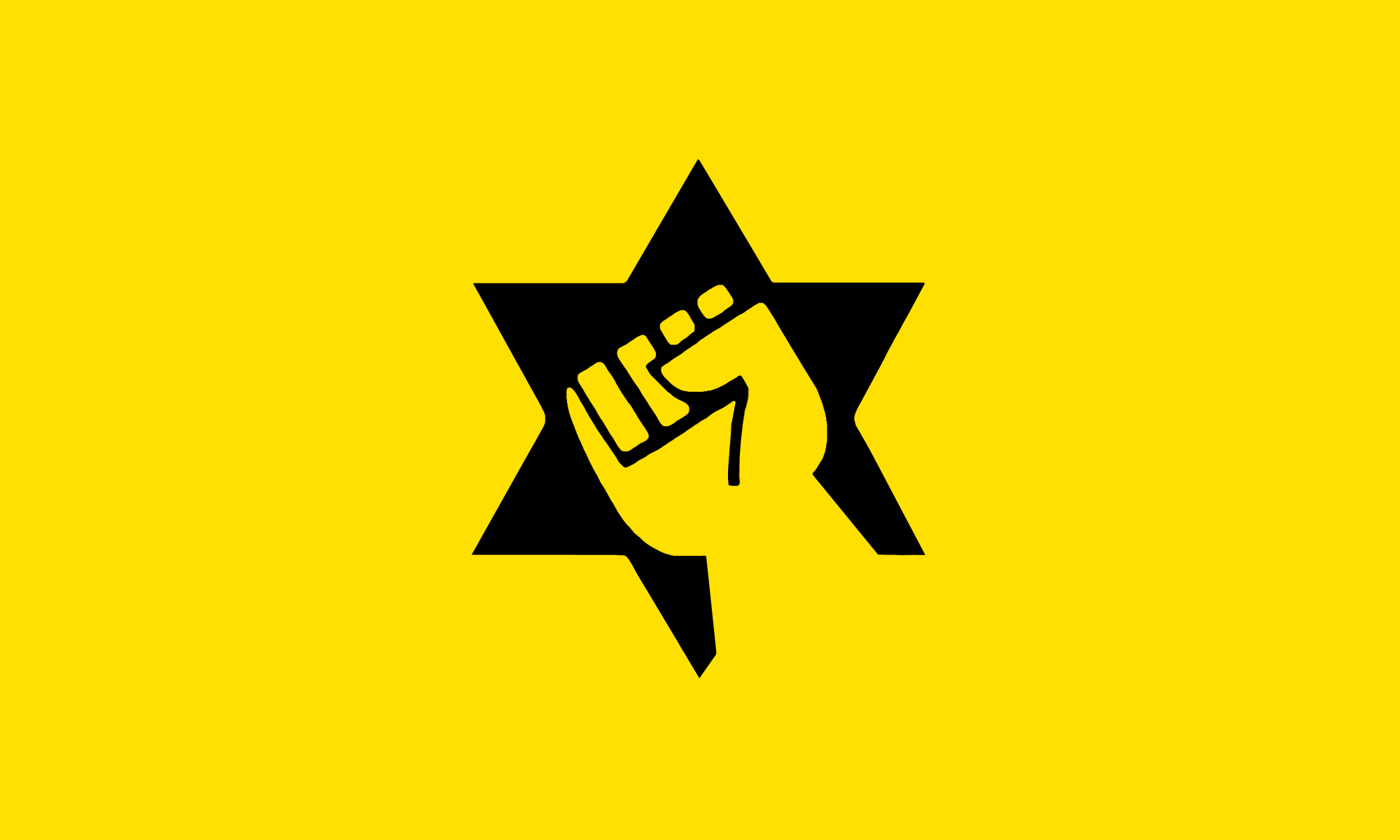
منظمة كاخ المصنفة إرهابية في إسرائيل انشأها الحاخام مائيير كاهانا عام 1971م وتهدف لطرد العرب من فلسطين وإقامة الدولة الهلاخية (دولة الشريعة). نفذت العديد من الهجمات العنيفة علي الفلسطينيين.

- منظمة كاخ المصنفة إرهابية في إسرائيل انشأها الحاخام مائيير كاهانا عام 1971م وتهدف لطرد العرب من فلسطين وإقامة الدولة الهلاخية (دولة الشريعة). نفذت العديد من الهجمات العنيفة علي الفلسطينيين.مترو أنفاق غوش إيمونيم (1979-1984): شكلها أعضاء الحركة السياسية الإسرائيلية "غوش إيمونيم". تشتهر هذه المجموعة بعمليتين: أولاً، الهجمات بالقنابل على رؤساء بلديات مدن الضفة الغربية في 2 يونيو 1980، وثانيًا، مؤامرة مهجورة لنسف مساجد الحرم القدسي. صرح القاضي الإسرائيلي تسفي كوهين، رئيس لجنة إصدار الأحكام في محاكمة المجموعة، أن لديهم ثلاثة دوافع، "ليس بالضرورة أن يشترك فيها جميع المتهمين. الدافع الأول، في قلب مؤامرة الحرم القدسي، هو دوافع دينية".
- كيشيت (1981-1989): جماعة الحريديم المناهضة للصهيونية في تل أبيب ركزت على قصف الممتلكات دون خسائر في الأرواح. : 101  قال إيغال ماركوس، قائد شرطة منطقة تل أبيب، إنه يعتبر المجموعة عصابة من المجرمين، وليست جماعة إرهابية.
- كاخ، حزب يميني متطرف محظور في إسرائيل (مسجل رسميًا 1971-1994)، وجماعته المنشقة كهانا حاي (1991-1994)، تم حظرهما أيضًا. اليوم، تعتبر كلا المجموعتين من المنظمات الإرهابية من قبل إسرائيل، وكندا، والاتحاد الأوروبي والولايات المتحدة. يُعتقد أن المجموعات تضم عضوية أساسية متداخلة أقل من 100 شخص. رابطة الدفاع اليهودية في أمريكا، التي أسسها كهانا، تعتبر أيضًا إرهابية. مكتب التحقيقات الفدراليتشير الإحصاءات إلى أنه في الفترة من 1980 إلى 1985، تمت محاولة 15 هجومًا إرهابيًا في الولايات المتحدة من قبل أعضاء رابطة الدفاع اليهودية. وصفت ماري دوران من مكتب التحقيقات الفدرالي رابطة الدفاع اليهودية في شهادة الكونجرس عام 2004 بأنها "جماعة إرهابية محظورة". يذكر الاتحاد الوطني لدراسة الإرهاب والردود عليه أنه خلال العقدين الأولين من نشاط رابطة الدفاع اليهودية، كان "منظمة إرهابية نشطة".
- الإرهاب ضد الإرهاب (بالعبرية: الإرهاب المنفى الإرهاب، "TNT" )، نشط في 1975-1984، كان منظمة متشددة يهودية راديكالية رعت عدة هجمات ضد أهداف فلسطينية. تأسست المجموعة من قبل منظمة كاخ التي يتزعمها الحاخام مئير كهانا، وأخذت اسمها من نظرية كهانا القائلة بوجوب مواجهة الإرهاب العربي بالإرهاب اليهودي.
- منظمة سيكاري، جماعة إرهابية إسرائيلية تأسست عام 1989 وقامت بحرق عمد وهجمات على الجدران ضد السياسيين اليهود اليساريين. كانوا يعارضون أي عملية تقارب مع منظمة التحرير الفلسطينية.
- مجموعة "بات عين تحت الأرض" أو مجموعة بات عين. في عام 2002، ألقي القبض على أربعة أشخاص من بات عين والخليل خارج مدرسة أبو طور، وهي مدرسة فلسطينية للفتيات في القدس الشرقية، مع مقطورة مليئة بالمتفجرات. وأدين ثلاثة من الرجال بمحاولة التفجير.

علم حركة لاهافا تدعوا لإقامة دولة دينية في إسرائيل.

- لاهافا (تأسست 2005)، تمت الإشارة إليها على أنها أقلية دينية متطرفة تحاول من خلال الإرهاب تنفيذ وجهات نظرها حول الشكل الذي يجب أن يبدو عليه المجتمع. في يناير 2015، أفادت القناة الثانية أن وزير الدفاع موشيه يعلون ربما يستعد لتصنيف لهافا كمنظمة إرهابية. وورد أن يعالون أمر الشين بيت ووزارة الدفاع بجمع الأدلة المطلوبة للتصنيف. وزيرة العدل السابقة تسيبي ليفنيوذكر أن تحرك يعلون لتسمية جماعة "ليهافا" المناهضة للاستيعاب منظمة إرهابية كان يجب أن يتم قبل شهور. وقالت "هذه المنظمة تعمل من الكراهية والعنصرية والقومية وهدفها تصعيد العنف داخلنا". أفادت تامار هيرمان، عالمة اجتماع واستطلاعات الرأي في المعهد الإسرائيلي للديمقراطية (IDI)، أن تحرك الحكومة ضد ليهافا جاء بعد شهور من تقديم التماس من قبل "الإسرائيليين ذوي الميول اليسارية والمعلقين الإعلاميين". حذر الحاخام الإسرائيلي بنيامين لاو من أن: "ليهافا تريد تنفيذ عهد الإرهاب الديني".
- سيكريكيم (ظهرت لأول مرة في عام 2005)، وهي مجموعة متطرفة من اليهود الأرثوذكس المتطرفين متمركزة بشكل رئيسي في الأحياء الإسرائيلية الأرثوذكسية المتطرفة ميه شعاريم في القدس وفي رمات بيت شيمش. يُعتقد أن المجموعة المناهضة للصهيونية تضم ما يقرب من 100 عضو ناشط. حظي السيكريكيم باهتمام دولي بسبب أعمال العنف التي ارتكبوها ضد المؤسسات اليهودية الأرثوذكسية والأفراد الذين لم يمتثلوا لمطالبهم.[10] ينتمون بشكل فضفاض إلى ناطوري كارتا (Neturei Karta).

## فرادى
تم وصف العديد من أعمال العنف التي قام بها اليهود بأنها أعمال إرهابية ونسبت إلى دوافع دينية. فيما يلي أبرزها:
ارتكب باروخ غولدشتاين، وهو طبيب إسرائيلي أمريكي المولد، ما أصبح يعرف بمذبحة الحرم الإبراهيمي عام 1994 في مدينة الخليل، حيث أطلق النار وقتل 29 من المصلين المسلمين داخل الحرم الإبراهيمي (داخل الحرم الإبراهيمي)، وجرح 125 آخرين. قُتل غولدشتاين على يد الناجين. كان غولدشتاين من أنصار كاخ، وهو حزب سياسي إسرائيلي أسسه الحاخام مئير كهانا والذي دعا إلى طرد العرب من إسرائيل والأراضي الفلسطينية. في أعقاب هجوم غولدشتاين وتصريحات كاخ التي أشادت به، تم حظر كاخ في إسرائيل.
وصف اغتيال يغئال عامير لإسحاق رابين في 4 تشرين الثاني (نوفمبر) 1995 بأنه إرهاب بدافع ديني. : نُقل عن أمير قوله إنه "تصرف بمفرده وبأمر من الله"، وأنه "لولا حكم شرعي في دين روديف، صدر ضد رابين من قبل قلة. الحاخامات الذين كنت أعرفهم، كان من الصعب جدًا أن أقتلهم ". صرح أمير، وهو جندي مقاتل سابق درس الشريعة اليهودية، أن قراره بقتل رئيس الوزراء كان متأثرًا بآراء الحاخامات المتشددة بأن مثل هذا الاغتيال سيكون مبررًا بحكم الهالاخية بدين روض("مرسوم المطارد"). يسمح هذا المفهوم الديني اليهودي بالإعدام الفوري لشخص إذا كان هذا الشخص "يلاحق"، أي أنه يحاول فورًا الانتحار بحياتك أو حياة شخص آخر، على الرغم من أن وصف رابين بأنه دين روديف كان تم رفضه باعتباره تحريفًا للقانون من قبل معظم السلطات الحاخامية. بحسب أمير، فإن السماح للسلطة الفلسطينية بالتوسع في الضفة الغربية يمثل مثل هذا الخطر. ارتبط أمير بحركة إيال الراديكالية، والتي تأثرت كثيرًا بالكهانية.
قام يشاي شليسل، وهو يهودي حريدي، بطعن ثلاثة متظاهرين في مسيرة فخر للمثليين في القدس في 30 يونيو 2005. وادعى شليسل أنه تصرف "باسم الله". وجهت إليه تهمة الشروع في القتل.
قتل إيدن ناتان - زاده أربعة مدنيين من عرب إسرائيل في 4 أغسطس 2005. وقد أدان رئيس الوزراء آنذاك أرييل شارون أفعاله باعتبارها "عملًا مستهجنًا قام به إرهابي يهودي متعطش للدماء"، ويصف المؤلف عامي بيداهزور دوافعه بأنها دينية.
يعقوب تيتل، أمريكي المولد، إسرائيلي، اعتقل في أعقاب إطلاق النار على مركز المثليين في تل أبيب عام 2009 بسبب وضع ملصقات تشيد بالهجوم. على الرغم من اعتراف تيتل بإطلاق النار على مركز المثليين، قررت الشرطة الإسرائيلية أنه لم يكن له أي دور في الهجوم. في عام 2009، تم القبض على تيتل ووجهت إليه لائحة اتهام بارتكاب عدة أعمال إرهابية محلية، مثل هجوم بقنبلة أنبوبية ضد المفكر اليساري زئيف ستيرنهيل، وقتل سائق تاكسي فلسطيني وراعي غنم في الضفة الغربية في عام 1997، وإرسال مفخخة. طرد إلى منزل عائلة يهودية مسيانية في أرييل. وكشف تفتيش منزله عن وجود مخبأ للبنادق والأجزاء المستخدمة في العبوات الناسفة. حتى يناير 2011، كانت القضية لا تزال قيد المحاكمة. في 16 يناير 2013، أدين تيتل بارتكاب جريمتي قتل ومحاولتي قتل وعدة تهم أخرى.
حدث خطف وقتل محمد أبو خضير في وقت مبكر من صباح 2 يوليو 2014، بعد يوم من دفن ثلاثة مراهقين إسرائيليين قُتلوا. خضير، فلسطيني يبلغ من العمر 16 عامًا، أجبره مستوطنون إسرائيليون على ركوب سيارة في أحد شوارع القدس الشرقية. تم القبض على يوسف بن دافيد واثنين من القاصرين بسبب هذا الفعل. وتشير النتائج الأولية للتشريح إلى أنه تعرض للضرب والحرق وهو لا يزال على قيد الحياة. تعرض للضرب بشكل متكرر بالعتلة، كل ضربة مصحوبة بتلاوة لضحايا إرهاب يهود. اعترفت إسرائيل بخضير كضحية للإرهاب، الخطوة التي تمنح الأسرة الحق في التعويض. ساهمت جرائم القتل في اندلاع الأعمال العدائية في الصراع بين إسرائيل وغزة عام 2014.
قام يشاي شليسل مرة أخرى بطعن وجرح ستة متظاهرين في موكب فخر المثليين في القدس في 30 يوليو / تموز 2015. بعد ثلاثة أسابيع من إطلاق سراحه من السجن. إحدى الضحايا، شيرا بانكي البالغة من العمر 16 عامًا، توفيت متأثرة بجراحها في مركز هداسا الطبي بعد ثلاثة أيام، في 2 أغسطس 2015. بعد فترة وجيزة، قدم رئيس الوزراء نتنياهو تعازيه، مضيفا "سنتعامل مع القاتل إلى أقصى حد يسمح به القانون".
هجوم دوما : في 31 يوليو / تموز 2015، تعرض منزلين فلسطينيين لقنابل حارقة من قبل مهاجمين ملثمين، مما أدى إلى وفاة طفل على الفور وإصابة أفراد آخرين من العائلة، فيما وصفه رئيس الوزراء الإسرائيلي بنيامين نتنياهو بأنه عمل "إرهابي". ترك الجناة كتابات باللغة العبرية على المنزل المدمر تقول "انتقم!" و "يعيش المسيح!"، أو "Yechi Hamelech Hamashiach"، شعار الجناح المسياني لحركة Chabad -Lubavitch، التي تعتقد أن مناحيم مندل شنيرسون، الحاخام الذي توفي عام 1994، هو المسيح وسيعود لإعادة بناء المملكة القديمة وتخليص العالم ". كان الدافع، كما ورد في لائحة الاتهام، هو الانتقام لمقتل الشاب الإسرائيلي ملاخي روزنفيلد على يد فلسطينيين، بالقرب من دوما، قبل حوالي شهر من مقتل الشاب الإسرائيلي ملاخي روزنفيلد. في 8 أغسطس، توفي والد علي دوابشة، سعد دوابشة، متأثرًا بالحروق التي أصيب بها في الهجوم. أدين أميرام بن أوليئل بالقتل والحرق كجزء من "عمل إرهابي"، وأدين قاصر اعترف وقدم صفقة انتساب للانتماء إلى منظمة إرهابية والتورط في التخطيط لعمليات القتل. كلاهما حكم عليهما بالسجن.